# Vietnamese Javaanse neushoorn
De Vietnamese Javaanse neushoorn (Rhinoceros sondaicus annamiticus) is een ondersoort van de Javaanse neushoorn die ook wel de Vietnamese Javaanse neushoorn wordt genoemd. De ondersoort wordt sinds 2011 door het WWF als uitgestorven beschouwd. In 2012 werd het uitsterven in een wetenschappelijke publicatie bevestigd.
Deze neushoorn kwam tot in 2010 voor op slechts één plaats in Vietnam, in het  Cát Lộc National Park in Đồng Nai, dit park is onderdeel van het Nationaal park Cát Tiên. Ze zijn een derde kleiner dan de Javaanse ondersoort (Rhinoceros sondaicus sondaicus). Het laatste exemplaar werd door stropers gedood.
Rhinoceros americanus † ·
Rhinoceros antiquitatis † ·
Rhinoceros aurelianensis † ·
Rhinoceros bingadensis † ·
Rhinoceros blanfordi † ·
Rhinoceros decanensis † ·
Rhinoceros hemitoechus † ·
Rhinoceros laurillardi † ·
Rhinoceros mauritanicus † ·
Rhinoceros namadicus † ·
Rhinoceros pachygnathus † ·
Rhinoceros paleindicus † ·
Rhinoceros persiae † ·
Rhinoceros platyrrhinus † ·
Rhinoceros plicidens † ·
Rhinoceros randanensis † ·
Rhinoceros sansaniensis † ·
Rhinoceros simplicidens † ·
Rhinoceros sinensis † ·
Rhinoceros sivalensis † ·

Javaanse neushoorn (Rhinoceros sondaicus): Rhinoceros sondaicus annamiticus † · Rhinoceros sondaicus guthi † · Rhinoceros sondaicus inermis † · Rhinoceros sondaicus sivasondaicus † · Rhinoceros sondaicus sondaicus

Indische neushoorn (Rhinoceros unicornis)